# Arthur Surridge Hunt

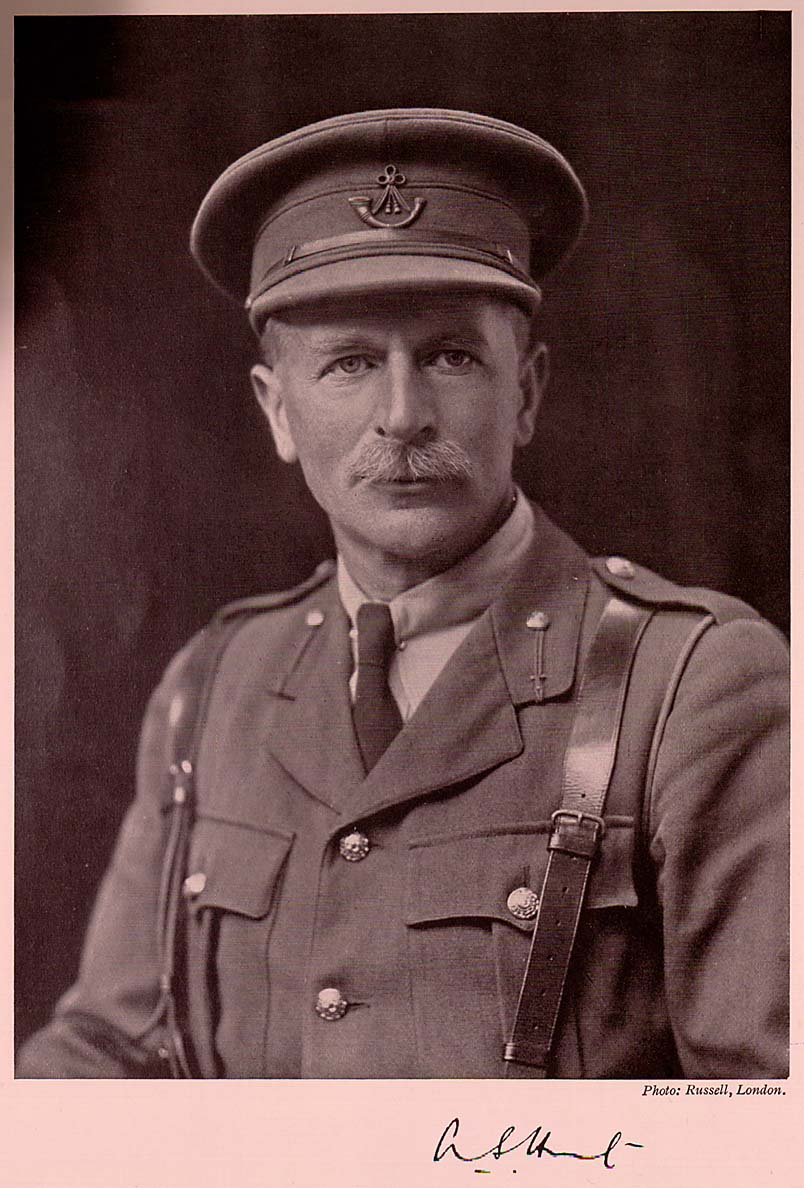

Arthur Surridge Hunt (Romford, Essex 1 maart 1871 - Oxford 18 juni 1934) was een Brits papyroloog. 
Arthur Surridge Hunt studeerde aan Queen's College aan de Universiteit van Oxford waar hij bevriend raakte met Bernard Pyne Grenfell (1869-1927). Ze waren allebei gefascineerd door de papyrusvondsten in Egypte uit de Grieks-Romeinse periode. Hunt promoveerde in 1894 en was sindsdien als onderzoeker verbonden aan Queen's College. In hetzelfde jaar namen Hunt en Grenfell deel aan de archeologische opgravingen in Oxyrhynchus, Egypte, waar enorme hoeveelheden aan papyrusfragmenten werden aangetroffen. 
Naast veel Bijbels materiaal, werden ook fragmenten gevonden van apocriefe boeken, Oxyrhynchus logia  en kopieën van werken van klassieke auteurs. Hunt en Grenfell hebben alle papyrusfragmenten beschreven en gepubliceerd in The Oxyrhynchus Papyri, waarvan de redactie in handen was van het duo. In de periode 1898-1922 verschenen 15 delen waar Hunt en Grenfell samen aan werkten. Nadat Grenfell wegens ziekte was teruggetreden verschenen nog eens 2 delen onder redactie van Hunt. 
In 1913 volgde Hunt Grenfell op als hoogleraar papyrologie aan de Universiteit van Oxford. Hij overleed in 1934.

## Verwijzingen
1. ↑  J. G. Milne: The Journal of Egyptian Archaeology
dl. 20, No. 3/4 (november 1934), pp. 204-205

- Bibsys: 90513441
- Bibliothèque nationale de France: cb122996412 (data)
- CiNii: DA01503947
- Gemeinsame Normdatei: 117069922
- International Standard Name Identifier: 0000 0001 0866 9508
- Library of Congress Control Number: n83211591
- Nationale bibliotheek van Australië: 35213828
- Nationale Bibliotheek van Israël: 987007262935005171
- Nederlandse Thesaurus van Auteursnamen: 069392536
- Istituto Centrale per il Catalogo Unico: CUBV083769
- LIBRIS: 318958
- SNAC: w6mq5tmj
- Système universitaire de documentation: 031860338
- Trove: 868099
- Virtual International Authority File: 7455594
- WorldCat: E39PBJbCK9vqWTTdhKVKc3DQbd

## Publicaties
- B. P. Grenfell, A. S. Hunt: Sayings of Our Lord from an early Greek Papyrus, Egypt Exploration Fund 1897
- B. P. Grenfell, A. S. Hunt: The Oxyrhynchus Papyri, dln. I - XVII, Egypt exploration Fund, London 1898-1927
- B. P. Grenfell, A. S. Hunt en D. G. Hogarth: Fayûm Towns and Their Papyri, London 1900